# Cabanes de volta de Granyena de Segarra
Les Cabanes de volta de Granyena de Segarra són un conjunt de cabanes de volta de Granyena de Segarra (Segarra) que formen part cadascuna de manera individual de l'Inventari del Patrimoni Arquitectònic de Catalunya.

## Cabana de volta de les Avalls
Cabana de volta situada a la partida de les Avalls, dins del terme de Granyena de Segarra. La seva planta és rectangular. La façana presenta un coronament quasi semicircular, orientada a migjorn i bastida aprofitant el recer d'un marge d'un camí. La coberta és amb volta de canó, més o menys regular, feta a base de pedres més o menys treballades, lligades amb terra, i recoberta externament amb terra argilosa. Les seves parets són de pedra irregular amb rejunt de fang i falcada amb fragments petits de pedra desbastada. La porta d'accés és allindada amb estructura realitzada amb carreus de pedra, i protegida per una porta de fusta. L'estructura superior presenta un ràfec de llosa de pedra que abraça tota la façana principal.

## Cabana de volta de Cal Foguet

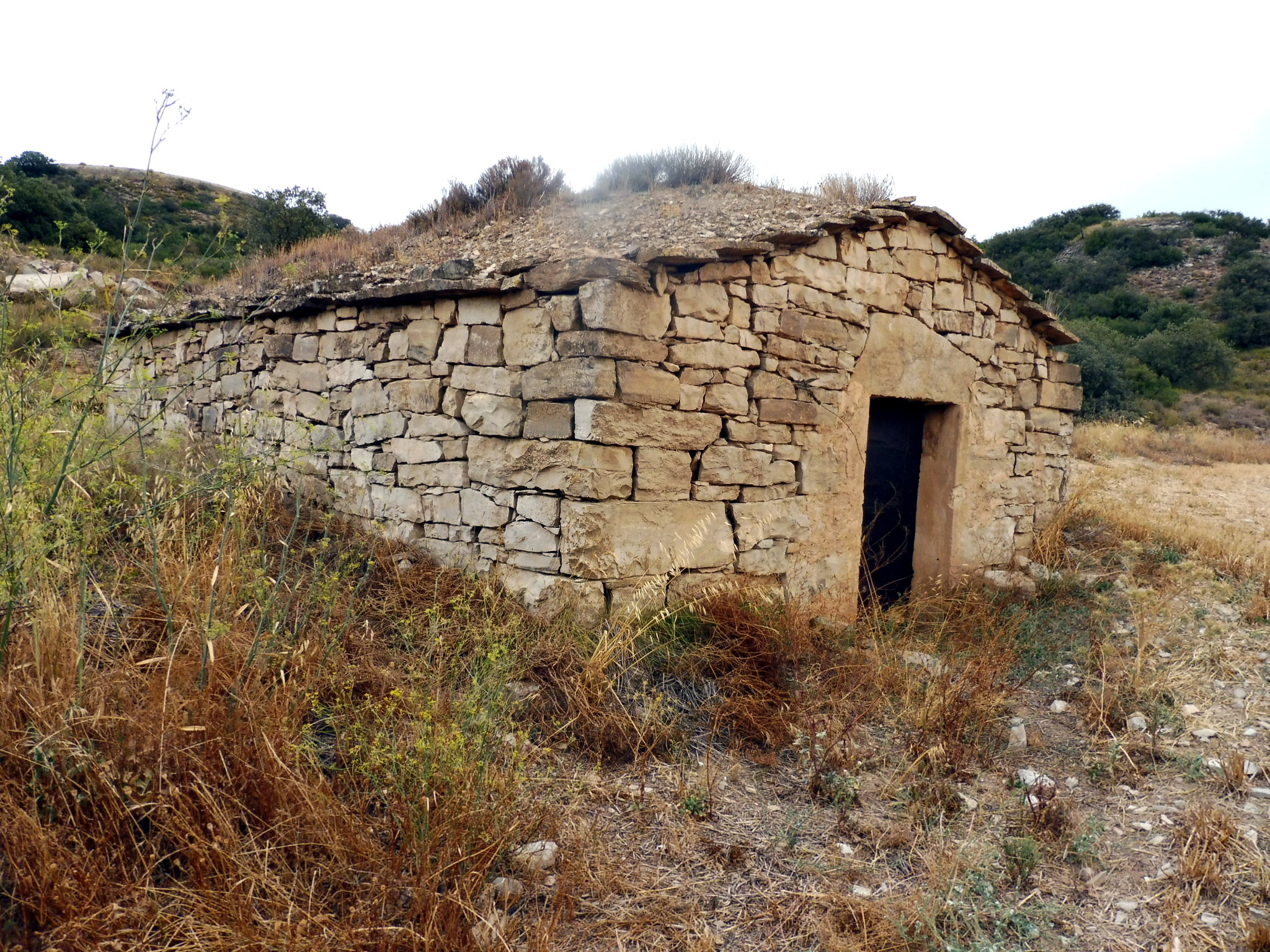
Cabana de volta de can Foguet

Cabana de volta situada a un costat d'un conreu de cereal i bastida sense aprofitar cap recer de marge. Orientada a migjorn, aquesta construcció és de planta rectangular amb murs de pedra mig picada irregular, i falcades amb petits fragments de pedra desbastada. La coberta es de volta de canó,i està feta a base de pedres mig treballades, lligades amb terra i recoberta externa amb argila. Remata un ràfec de llosa a tot seu perímetre. La porta d'accés és allindada, emprant una pedra monolítica irregular, i protegida per una porta de fusta. Dins de la construcció. al fons, hi ha una menjadora que abraça tota l'amplada de la cabana. La façana principal de la cabana presenta una notable esquerda fruit del deteriorament de la mateixa.

## Cabana de volta de la Pleta de la Torre

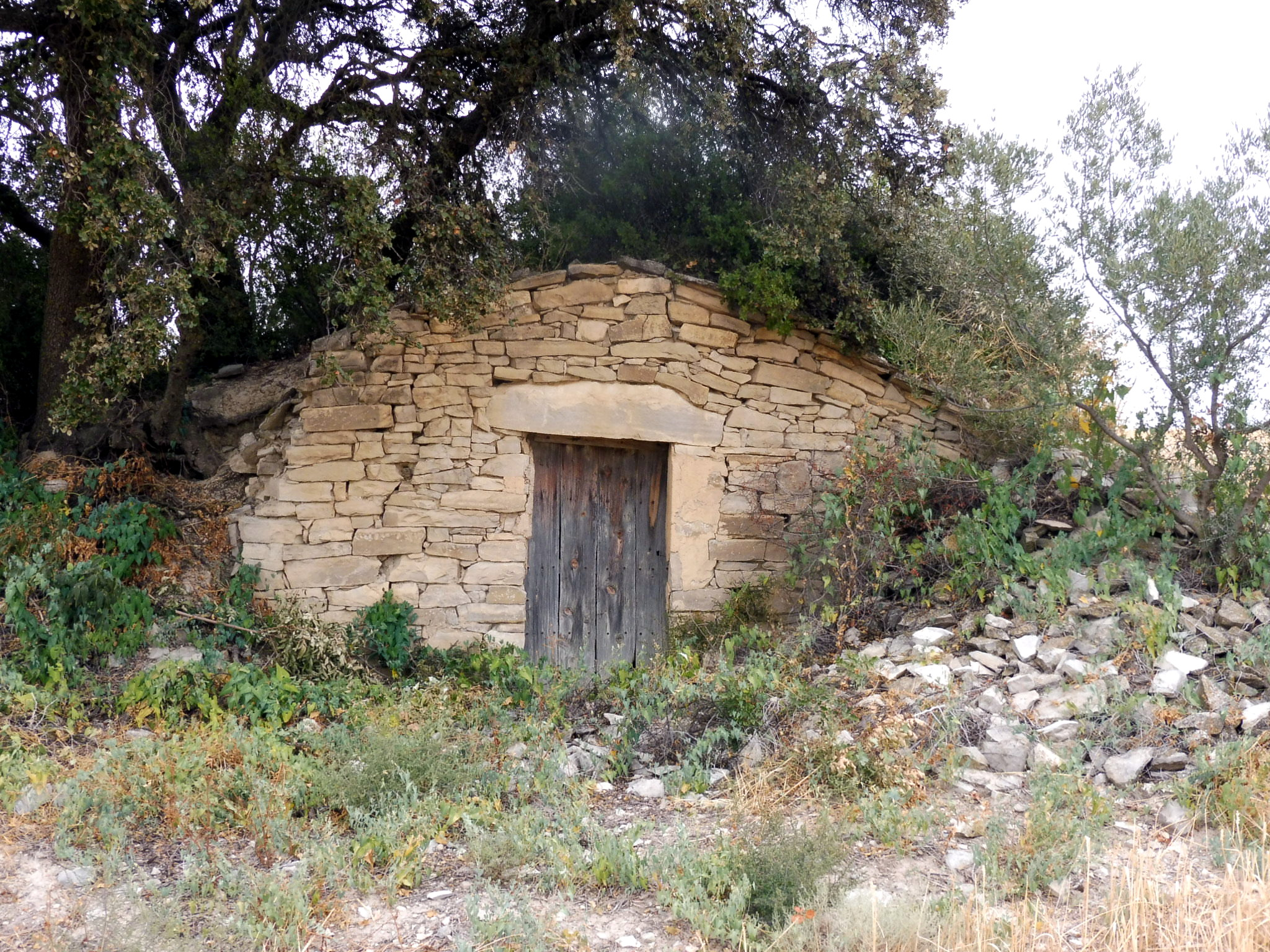
Cabana de volta de La Pleta de la Torre

Cabana de volta orientada a migjorn i bastida aprofitant un marge de conreu de cereals, sota un arbre, dins del terme de Granyena de Segarra. Aquesta presenta una planta rectangular amb façana principal de pedres mig picades i irregulars falcades amb petits fragments de pedra desbastada. La coberta és de volta de canó, feta a base de pedres mig treballades,lligades amb terra i recoberta externa amb argila. L'estructura de la seva porta d'accés és allindada, protegida de l'exterior amb una porta de fusta. Remata un ràfec de lloses presents a la façana principal. Al seu interior,al fons hi ha la menjadora que abraça tota l'amplada de la cabana, té cisterna i possiblement un foc a terra.

## Cabana de volta del Josep del Comte

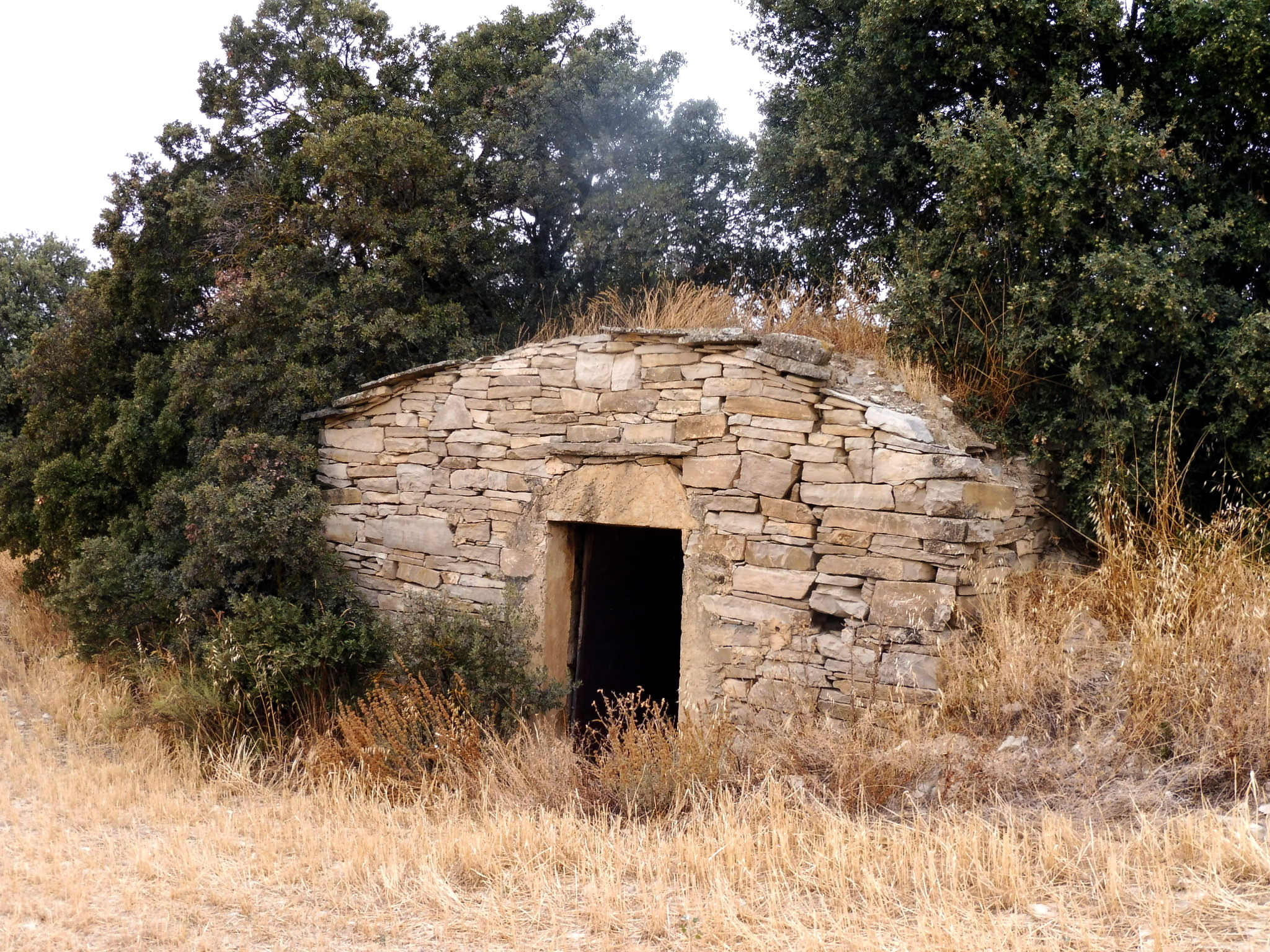
Cabana de volta del Josep del Comte

Cabana de volta que se'ns presenta aïllada, al costat d'un conreu de cereals. Aquesta és de planta rectangular amb murs de pedres mig picades i irregulars falcades amb petits fragments de pedra desbastada. La coberta es de volta de canó, feta a base de pedres mig treballades, lligades amb terra i recoberta externa amb argila. La porta d'accés situada a la façana principal és allindada i està protegida amb una porta de fusta. Remata la façana principal de la cabana un ràfec de llosa que ressegueix el perímetre. Al seu interior, situat al fons, hi ha la menjadora del animals.

## Cabana de volta de Cal Seré

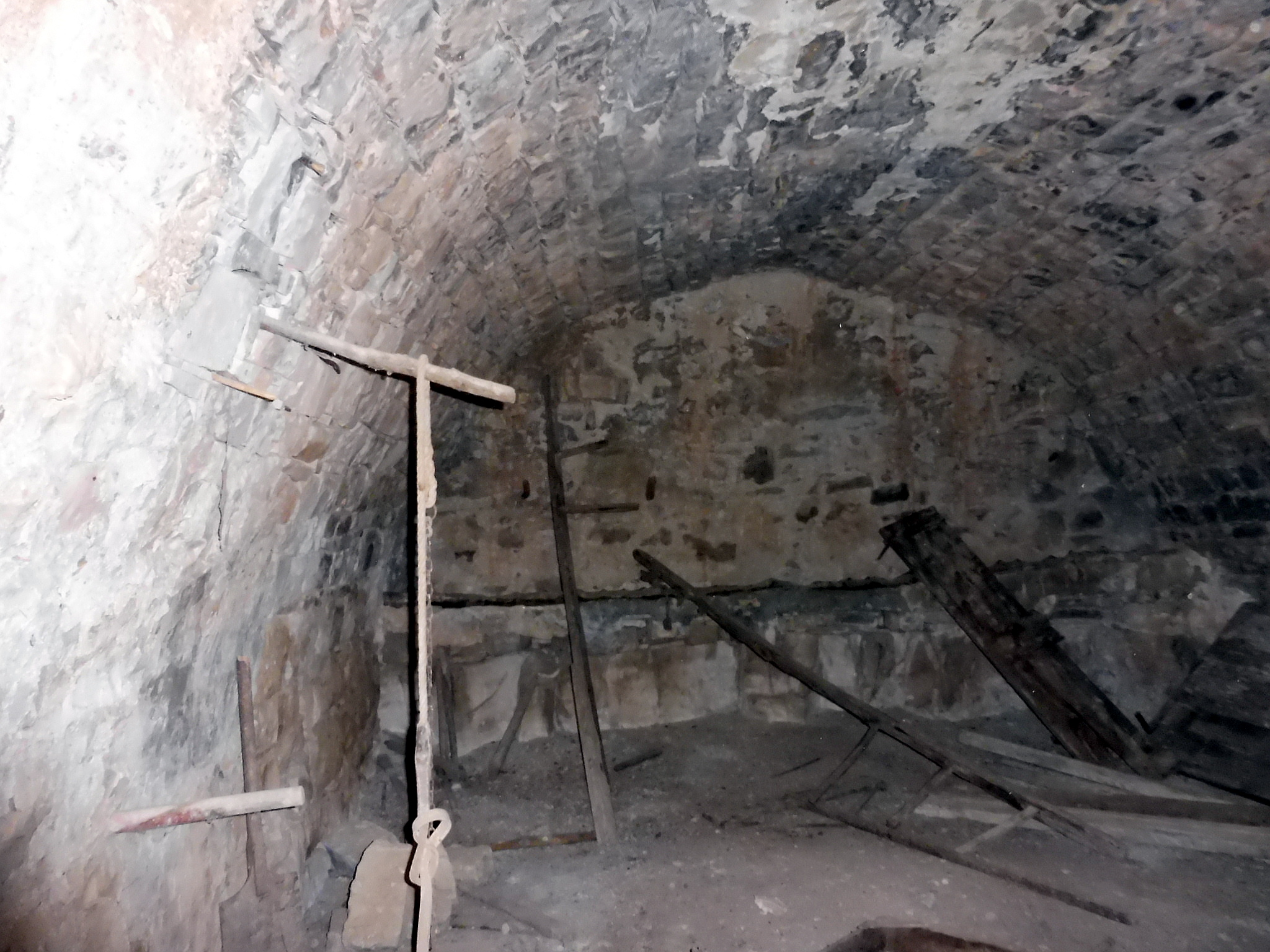
Cabana de Volta de Cal Serè

Cabana de volta aïllada del nucli urbà de Granyena de Segarra i integrada en l'espai agrícola del seu municipi. Aquesta se'ns presenta bastida aprofitant el desnivell del terreny i integrada dins d'un marge de conreu. La seva planta és rectangular i coberta interior de volta lleugerament apuntada, realitzada a partir de pedres mig treballades. Conserva en el seu interior, la menjadora dels animals situada a la façana posterior, així com disposa d'una cisterna de planta quadrada al costat esquerre de la porta d'accés. Aquesta porta és allindada amb biga de fusta, i presenta un ràfec de llosa i arc de descarrega damunt seu. La seva façana principal reforça la consistència i estructura del desnivell del terreny, a partir d'un mur paredat realitzat amb pedra irregular i arrebossat amb fang que ressegueix un llarg tram de terreny. Destaquem el fet que aquesta cabana té unes grans dimensions, sobretot per la seva part exterior.

## Cabana de volta de cal Tomàs

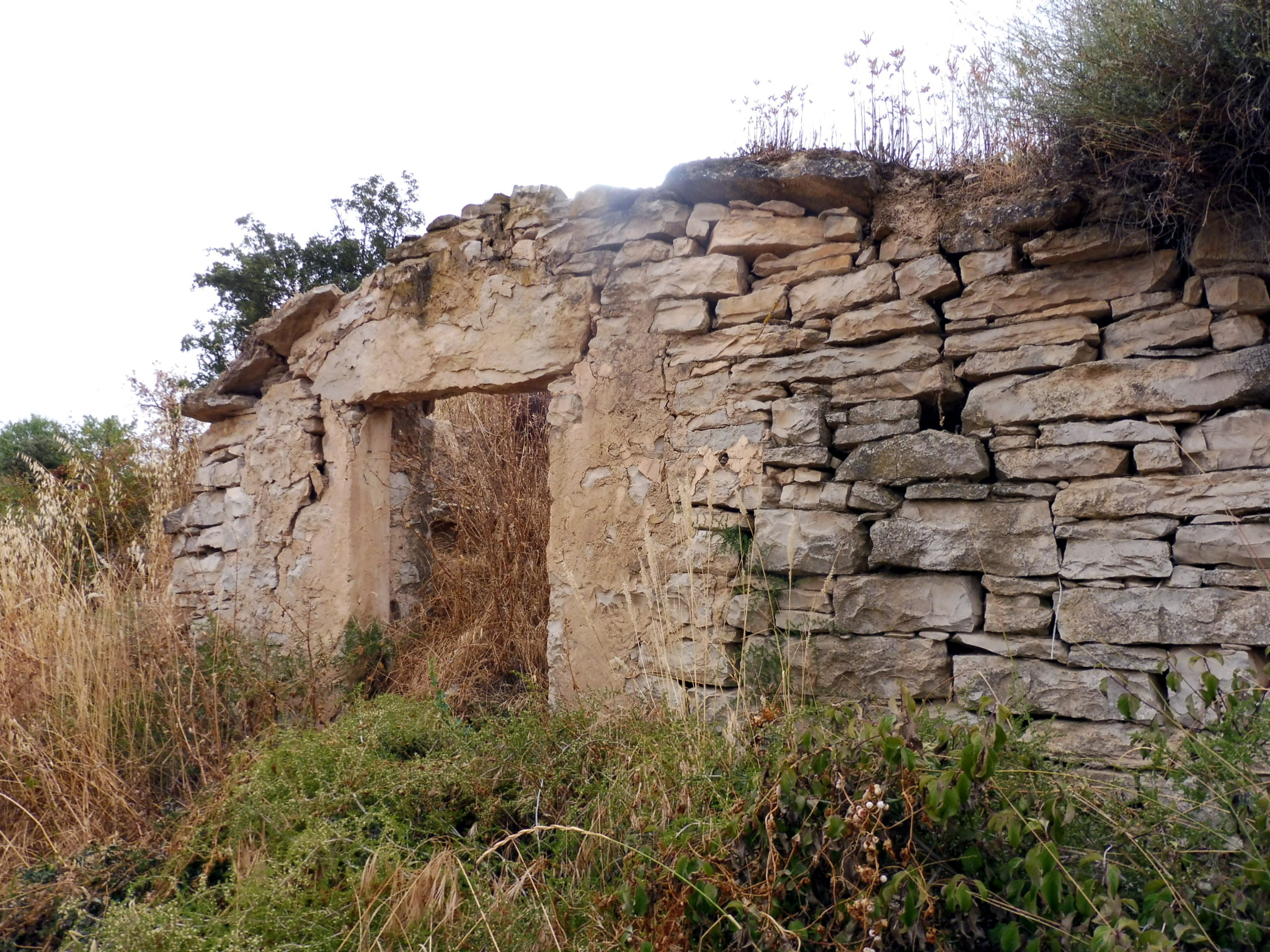
Cabana de Volta de Cal Tomàs

Cabana de volta aïllada del nucli urbà de Granyena de Segarra i integrada en l'espai agrícola del seu municipi. Aquesta se'ns presenta bastida aprofitant el desnivell del terreny, de planta rectangular amb façanes realitzades a partir de pedres mig picades i irregulars, i falcades amb resquills de pedra desbastada amb rejunt de fang. La coberta és de volta de canó, realitzada amb pedres mig treballades, lligades també amb fang. En el seu interior conserva la menjadora per l'animal a la paret posterior. La porta d'accés és allindada i oberta a la seva façana principal, destacant finalment la presència d'un ràfec de teules de pedra que ressegueix el perímetre d'aquesta façana.

## Cabana en volta del Sàrries

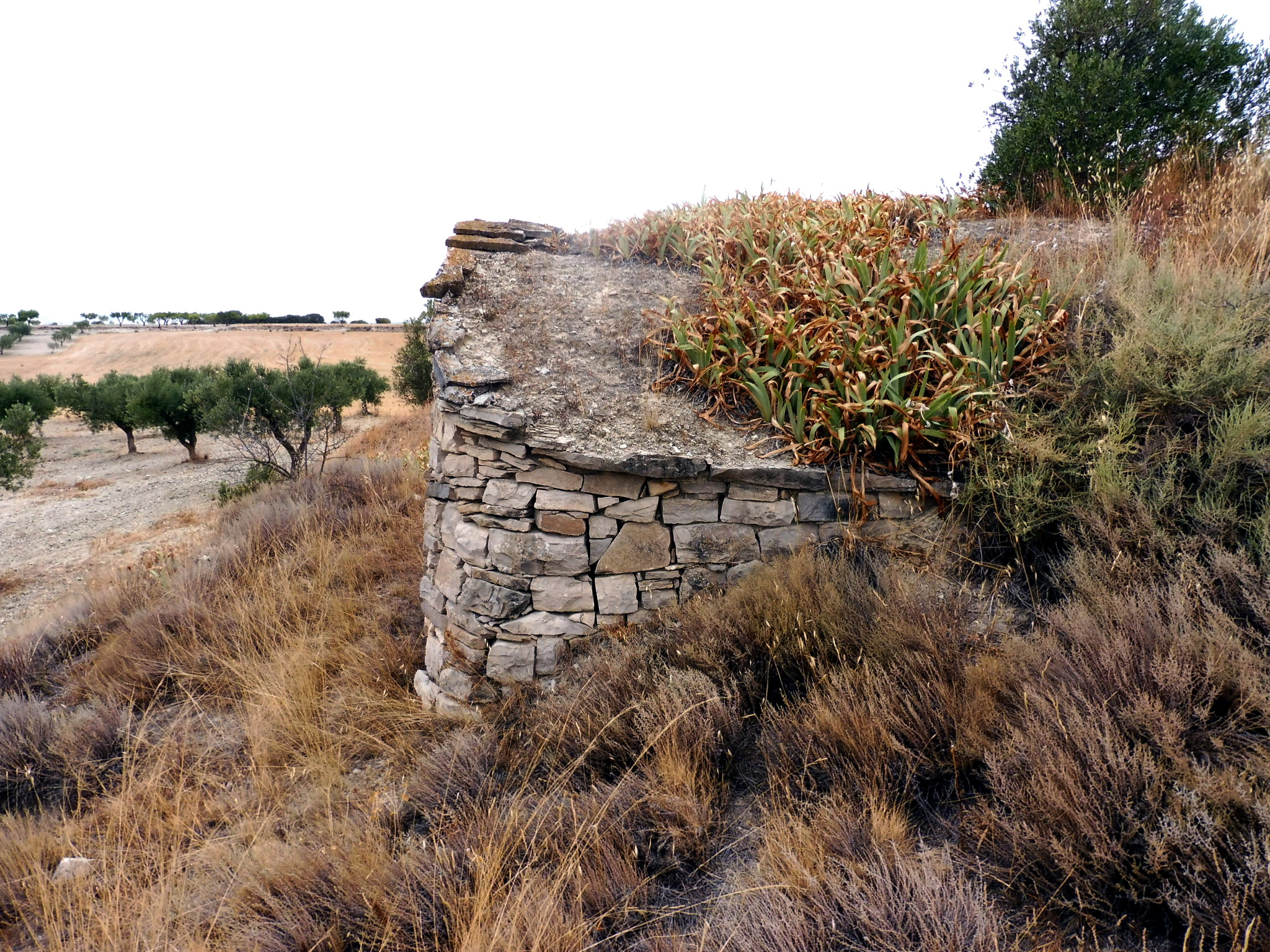
Cabana de volta del Sàrries

Cabana de volta situada sota un marge de conreu i allunyada del nucli urbà de Granyena de Segarra. Aquesta se'ns presenta de planta rectangular, amb façanes realitzades amb pedres mig picades i irregulars, falcades amb resquills de pedra desbastada. La coberta es de volta de canó, feta a base de pedres mig treballades lligades amb fang i recoberta exteriorment amb pedres i argila. La porta d'accés situada a la façana principal és allindada i al seu interior encara conserva la menjadora dels animals. Finalment, la seva façana principal es remata a partir d'un ràfec de lloses de pedra que ressegueix tot el seu perímetre.